# 马尔切洛·瓜尔杜奇
马尔切洛·瓜尔杜奇（義大利語：Marcello Guarducci，1956年7月11日—），意大利男子游泳运动员。他曾代表意大利参加世界游泳锦标赛，获得一枚铜牌。他也曾参加1972年、1976年和1984年夏季奥运会。